# Коробище
Коробище (рос. Коробище) — присілок Бокситогорського району Ленінградської області Росії. Входить до складу Забор'євського сільського поселення.
Населення — 13 осіб (2012 рік). 